# Кровавый навет на ранних христиан
Крова́вый наве́т на ранних христиан — обвинение христиан в убийстве людей для использования их крови в ритуальных целях. Открытое обвинение ранних христиан в принесении человеческих жертв с целью использования их крови в ритуальных целях впервые возникло в Римской империи в начале нашей эры. Ранний христианский теолог Тертуллиан в 200 году в своём трактате Апологетик писал про «всё то, в чём ложно обвиняют нас, а именно: сколько каждый из нас пожрал умерщвлённых детей». В русском языке это явление традиционно обозначается словосочетанием «кровавый навет».
Эти обвинения в адрес христиан просуществовали по крайней мере до середины XIX века, когда вышла книга Г. Даумера, поддержанная в 1847 году Карлом Марксом: «Как известно, важнейшей вещью в христианстве является жертвоприношение. Даумер в своей недавно появившейся книге доказывает, что христиане по-настоящему закалывали людей и на своих священных трапезах причащались человеческим мясом и пили человеческую кровь».
Некоторые учёные связывают происхождение христианской евхаристии с древними обрядами ритуально-магического каннибализма (теофагия). Под влиянием мифологической школы подобная точка зрения присутствует в БСЭ. Согласно БСЭ в той или иной форме эти представления присутствуют в митраизме.
Ранние христиане подвергались гонениям со стороны властей Римской империи из-за некоторой схожести обряда евхаристии с ритуальным каннибализмом. Кирилл Александрийский также подчёркивал, что без животворящего Слова Божия, находящегося в мистическом и реальном единстве с плотью, Евхаристия превращается в людоедство. Чтобы в соответствии с этим утверждением Кирилла избежать аналогии с каннибализмом, император Юстиниан I предложил добавлять в вино символ Логоса — тёплую воду, что и сохраняется в православии и католицизме.

## У древних авторов
- Тацит, Annales, XV, 44

«Поэтому, чтобы уничтожить этот слух, Нерон подставил виновных и применил самые изысканные наказания к ненавистным за их мерзости людям, которых в народе называли христианами. Человек, от которого они получили своё название, — Христос — был в правление Тиберия казнен прокуратором Понтием Пилатом, и подавленное на время пагубное суеверие вырвалось снова наружу и распространилось не только по Иудее, где это зло получило начало, но и по Риму, куда стекаются со всех сторон и где широко прилагаются к делу все гнусности и бесстыдства. Таким образом, были сначала схвачены те, которые себя признавали (христианами), затем по их указанию огромное множество других, и они были уличены не столько в преступлении, касающемся пожара, сколько в ненависти к человеческому роду.»
- Гай Светоний Транквилл Нерон, XVII

«…Христиане, новый и зловредный вид религиозной секты, подверглись преследованию казнями.»
- произведение Цецилия «Октавий» (M. Minucius Felix Octavius)[11]:

«Рассказы о посвящении новичков ужасны и всем известны. Перед лицом, посвящаемым в их таинства, кладут младенца, покрытого мукой, чтоб обмануть неосторожных; новичку предлагают нанести по поверхности муки невинные по видимости удары, и он убивает младенца, нанося ему невидные, незаметные раны. Его кровь — о, ужас! — жадно слизывают, тело с остервенением разрывают на части. Вот какой жертвой скрепляется их союз, это соучастие в преступлении дает им залог взаимного молчания».

## Внутрихристианский дискурс
Одни группы ранних христиан использовали кровавый навет во взаимной борьбе.
- Philasterius, Haer. 49

«Они крестят мертвых, отправляют таинства публично, они именуют Иерусалимом свой город во Фригии, Пепузу, где провел свою пустую и бесплодную жизнь Монтан и где совершается мистерия циников и гнусная, ужасная мистерия с ребенком»